# Dual pixel autofokus

Každý pixel senzoru je rozdělen na fotodiody A a B, na které dopadá světlo přes mikročočku. Všechny pixely jsou naprogramované ke dvojí funkci - automatické ostření fázovou detekcí a skládání obrazu. Obě fotodiody vysílají nezávisle elektronické signály do procesoru, kde jsou porovnávány. Vypočtením jejich odchylek se určí, zda je kamera správně zaostřena či potřebuje přeostřit a jak.

Dual pixel autofokus (DPAF) je technologie automatického zaostřování, kde všechny pixely senzoru plní dvojí funkci: detekují fázi a skládají obraz ( odtud je název dual pixel ). Tato technologie využívá speciální senzory CMOS, které mají každý pixel rozdělen na fotodiody A a B. Každý pixel má vlastní mikročočku, která ostří obraz na zmíněné fotodiody.

## Historie
DPAF byl představen společností Canon v roce 2013 a poprvé využit v zrcadlové kameře EOS 70D. Tato technologie si brzy získala takovou popularitu, že se společnost rozhodla zakomponovat ho i do profesionálnějších kamer jako EOS C100 a C300. Od roku 2016 se DPAF začal využívat i společností Samsung a později ještě dalšími společnostmi jako Google a HTC v různých mobilních telefonech. Konkurenční značky společnosti Canon jako Fujifilm, Nikon, Olympus a Panasonic přišli s vlastními obdobami DPAF. Je nutné dodat, že mnohé značky si speciální DPAF senzory nevyrábí samy. Například Google si pro Pixel 4a nechal vyrábět senzory společností Sony. 

## Duální pixely
DPAF využívá fázovou detekci zaostřování, kdy obě fotodiody A a B fungují nezávisle na sobě. Každá vysílá vlastní elektronický signál do procesoru, kde jsou shromažďovány a porovnávány. Z odchylek mezi signály je vyhodnoceno, zda je kamera správně zaostřena či zda se potřebuje přeostřit a jak. Jakmile je dosaženo správné ostrosti, elektronické signály z obou fotodiod se sjednotí a zaznamenají obraz.  

## Využití
Nad jinými systémy automatického ostření vyniká DPAF rychlostí a spolehlivostí. Například jeden z nejvyužívanějších systémů automatického zaměřování – kontrastní AF, přeostřuje subjekt, dokud nenajde maximální kontrast. To zabere více času a často se ani nepodaří dosáhnout správného zaostření, pokud nejsou ideální světelné podmínky. Navíc DPAF zaostřuje přirozeněji rovnou na subjekt, což je užitečnější pro video.
 Další věcí, ve které systém exceluje, je sledování subjektu. Pokud se před záběr dostane další subjekt, který krátkodobě překryje původní subjekt, na který je systém zaměřený, nepřestane ho sledovat, dokud nedostane jiný pokyn. U zařízeních, které se dají ovládat dotykově k tomu není potřeba víc, než kliknutí na nový subjekt. Systém se pak plynule přeostří. Díky tomu má DPAF obrovský potenciál ve filmovém průmyslu, jakožto nejspolehlivější systém automatického ostření.  